# G20開發中國家
G20（也有人稱為、及）是在2003年8月20日確立的发展中國家的集體性稱呼，這個集團是在第五次的部長級世界貿易組織（WTO）會議時首次出現，該次會議在墨西哥的坎昆（Cancún）召開，日期為2003年9月10日－2003年9月14日。
此一詞創的淵源可回溯到2003年6月，來自巴西、印度及南非的外交部長共同簽署了一份聲明，即《巴西利亞聲明》，該聲明中表示：「…主要的貿易伙伴仍必須卸除他們國家中較弱競爭項的貿易保護顧慮…並強調這對現有回合的貿易協商談判來說將極為重要，尤其是對推翻貿易保護政策及貿易扭曲實施…此外巴西、印度及南非也決議推行他們所提倡的貿易自由化。」
雖然如此，但G-20一詞的「正式」出現是在2003年8月13日的一份文字發表回應中，這是一份由歐洲共同體（European Communities，EC）與美國針對坎昆與會的部長所提出的農產品共同提案。到了2003年8月20日，一份由20個國家所簽署的文件，之後並重新發佈，成為9月4日的昆坎部長及文件，此份文件針對之前歐盟與美國的農產品提案提出另一個可行的替換框架（Framework），此文件標示著是由G-20所訂立。
集團的最初是以2003年8月20日在文件上簽署的國家為主，之後又有許多次變動，也因此產生了G-21或G-22等其他稱詞，一直到最後才定為G-20，以文件制訂當日為依據。
在貿易協商中，這個集團催促富有國家終止對农场主的補貼，並且在他們所屬的農業項目上反對自由化。G-20擁有全球65%的人口、72%的农场主以及22%的農作物輸出。
自從該次的提創，團體的會員也有所變動，之前的會員有：哥倫比亞、哥斯大黎加、厄瓜多、薩爾瓦多、秘魯、土耳其。
此外，G-20的核心會員主要有四個國家：中國、印度、巴西、以及南非，此也經常合稱為G4集團（G4 bloc）。

## 外部連結
- G20網站

- G20 press release on 19th of March, 2005 — 包含該團體的標章

- G20, the developing country coalition 專注在Trade 98，2004年4月

- 鎖定與透視新貿易聯盟：G-20（页面存档备份，存于）
- 綠色和平向G20推薦保經濟保氣候的良方妙藥（页面存档备份，存于）